# Brecht-Haus (Svendborg)

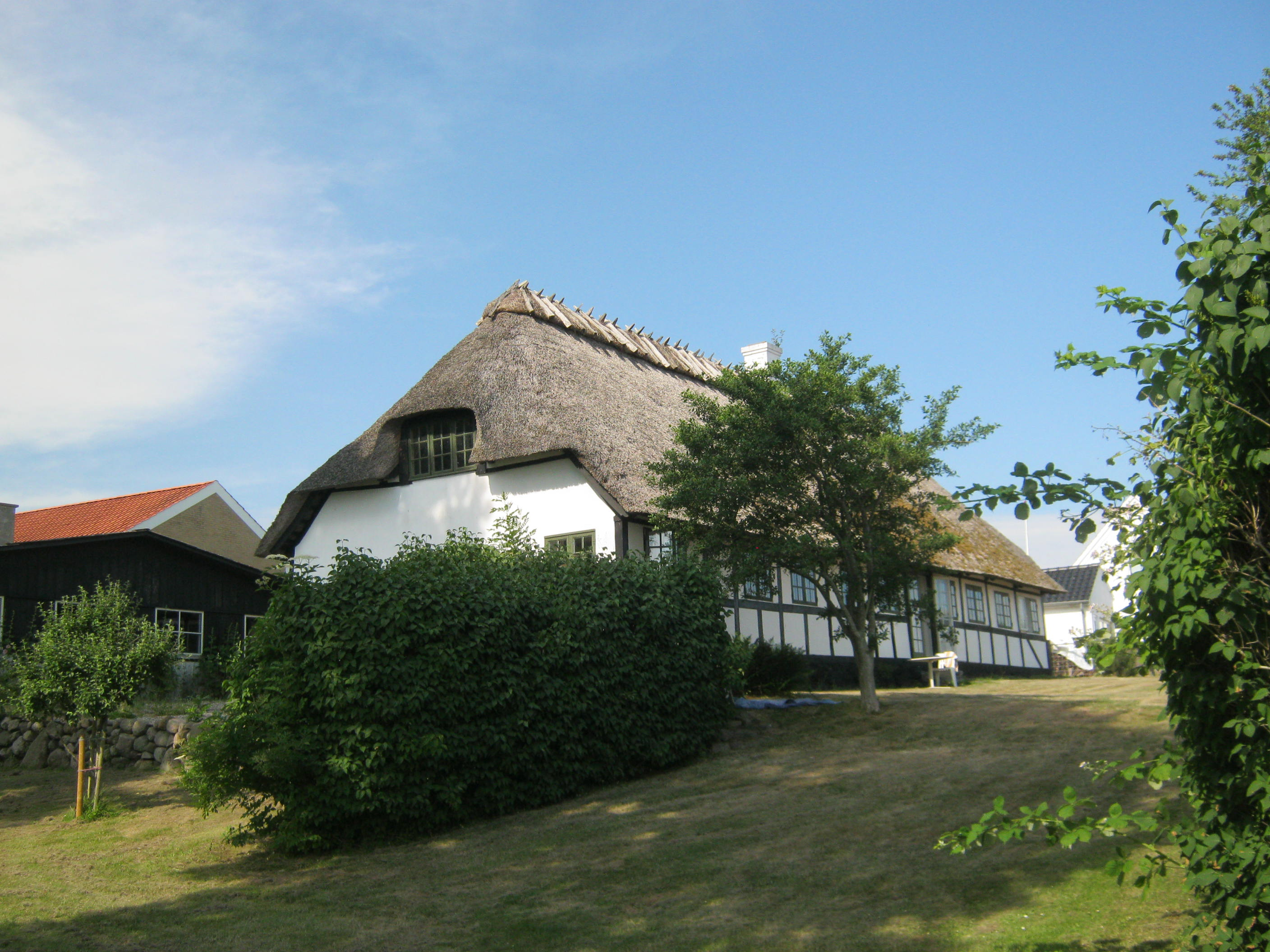
Brechts Hus in Svendborg 2020

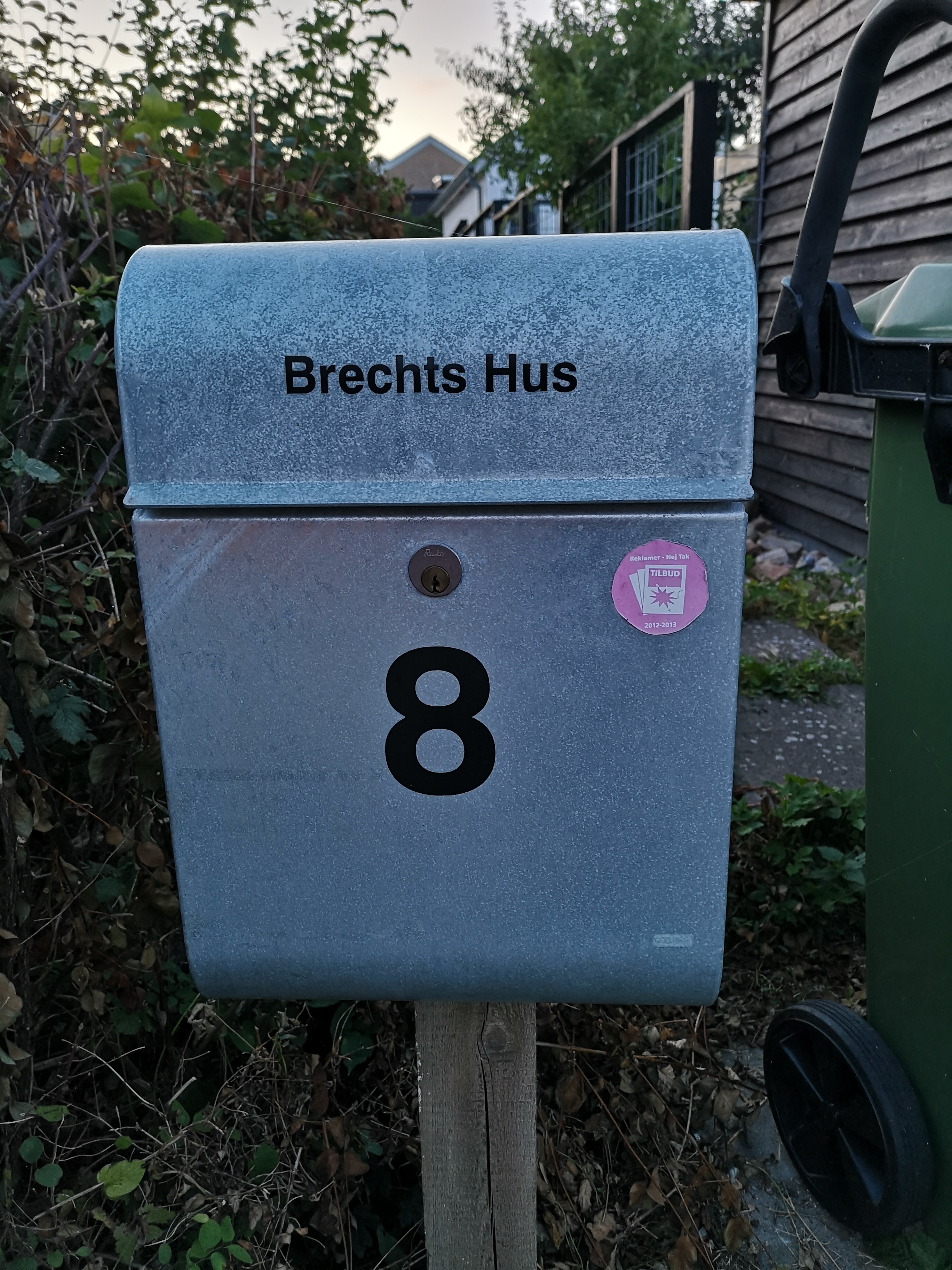

Das Brecht-Haus in Svendborg war das Wohnhaus des Schriftstellers Bertolt Brecht und der Schauspielerin Helene Weigel, die sich hier in den Jahren 1933 bis 1939 als Flüchtlinge vor dem Nazi-Regime aufhielten.

## Bertolt Brecht im Exil
Am 28. Februar 1933 – einen Tag nach dem Reichstagsbrand – verließ Brecht mit seiner Familie und seinen Freunden Berlin und flüchtete ins Ausland. Seine ersten Stationen waren Prag, Wien, Zürich, im Frühsommer 1933 Carona – bei Kurt Kläber und Lisa Tetzner – und Paris. Auf Einladung der Schriftstellerin Karin Michaëlis reiste Helene Weigel mit den Kindern voraus nach Dänemark auf die kleine Insel Thurø bei Svendborg. Kurz darauf erwarb Brecht das Haus in Svendborg (Dänemark) und verbrachte dort mit seiner Familie die nächsten sechs Jahre. Im dänischen Exil entstanden außer einigen von Brechts bedeutendsten Stücken – Mutter Courage und ihre Kinder und Leben des Galilei – die Svendborger Gedichte. Außerdem schrieb Brecht Beiträge für mehrere Emigrantenzeitschriften in Prag, Paris und Amsterdam. Im Jahr 1939 verließ Brecht mit seiner Familie und seinen Freunden Dänemark, da der Einmarsch deutscher Truppen bevorstand.

## Das Haus Skovsbostrand 8
Das von Brecht erworbene Haus befindet sich in Svendborg, im Süden der Insel Fünen in Dänemark. Die Gemeinde Svendborg restaurierte das Reetdachhaus Anfang der 1990er-Jahre und bietet heute Künstlern und Wissenschaftlern aus aller Welt, die sich für kürzere oder längere Zeit intensiv ihrer Arbeit widmen möchten, einen anregenden Wohn- und Arbeitsraum.
Das Brecht-Haus liegt direkt am Svendborgsund, drei Kilometer westlich vom Svendborger Stadtzentrum und Hafen entfernt. Es wird durch einen Verein verwaltet. Der Verein hat sich zum Ziel gesetzt, durch die Gäste des Hauses und ihre Tätigkeiten im Bereich der Literatur und Musik, des Theaters, der bildenden Kunst oder Wissenschaft die kulturelle Szene in Svendborg zu bereichern. Darüber hinaus soll die Pflege besonders der internationalen Beziehungen im Brecht-Haus dazu dienen, die Stadt Svendborg als besonders gastfreundschaftliche Stadt zu präsentieren.

## Bisherige Stipendiaten
Neben vielen anderen Künstlern und Wissenschaftlern aus unterschiedlichen Ländern waren im Brecht-Haus bisher u. a. folgende deutschsprachige Schriftstellerinnen und Schriftsteller zu Gast: Wolfgang Bock, Anna Katharina Hahn, Ulrike Draesner, Andreas Greve, Robert Habeck und Andrea Paluch, Mathias Jeschke und Tanja Jeschke, Sabine Küchler, Hellmuth Opitz, Matthias Politycki, Arne Rautenberg, Tina Stroheker, Rainer Wedler, Eva Christina Zeller.

## Weitere Brecht-Orte
- Brechthaus (Augsburg)
- Brecht-Haus (Berlin)
- Brecht-Weigel-Haus